# Черкасская, Марианна Борисовна
Мария (Марианна) Борисовна Черкасская (по мужу Палечек; 13(25).2.1876, Петербург — 11.1.1934, Рига) — оперная певица (лирико-драматическое сопрано) и вокальный педагог.

## Биография
Родилась в Санкт-Петербурге в аристократической семье 13 (25) февраля 1876 года.
Училась в Смольном институте благородных девиц.
В 1900 году окончила Петербургскую консерваторию, педагог К. Ферни-Джиральдони.Тогда же дебютировала в Мариинском театре в партии Татьяны — «Евгений Онегин» П. Чайковского или Тамары — «Демон» А. Г. Рубинштейна.
1900—1918 — солистка Мариинского театра.
Сразу после революции жизнь певицы круто меняется — как чуждый революционному рабоче-крестьянскому духу аристократический элемент, она по трудовой повинности вынуждена разгружать барки с дровами на набережной Невы. Вскоре было принято решение  эмигрировать. Семья сменила несколько стран, жили в Афинах, Париже, Шанхае… В конце концов осели в Риге. По одним данным, в 1919—1929 гг. она работала солисткой Латышской оперы. По другим — первое выступление Марианны Черкасской в Риге состоялось 13 февраля 1926 года на сцене Латвийской национальной оперы в «Гугенотах» Дж. Мейербера.
Её искусство оказало немалое влияние на формирование латвийской оперной школы.
В Латвии принимала участие в благотворительных концертах — несмотря на то, что очень нуждалась, будучи беженкой в эмиграции.
Помимо работы в стационарных театрах, много гастролировала по России: 1913 — в антрепризе Серебрякова и за рубежом: 1907 — участвовала в концертах «Русских сезонов» в Париже с С. П. Дягилевым, 1909 — в Ла Скала, 1911 — в Парижском театре Сары Бернар, в Афинах, 1917 — в Монте-Карло (в опере «Демон» выступала в партнёрстве с М. Баттистини), 1921 — в Шанхае, 1922 — в Париже (Гранд-Опера).
Камерный репертуар певицы включал произведения А. Гречанинова, В. Калинникова, кантаты И. С. Баха.
Записывалась на грампластинки; всего записала 25 произведений: оперные арии, романсы, дуэты (в Петербурге «Э. Берлинерс Граммофон», 1899; «Граммофон», 1907, 1913) и Киеве («Артистотипия», 1914).
В марте 1925 участвовала в первой технической пробе-трансляции оперы «Саломея» Р. Штрауса (п/у В. И. Сука).
Часть материалов и записей певицы хранится в ИРЛИ (Санкт-Петербург).
Певице посвятили свои романсы А. П. Боначич («Ты помнишь ли, над морем мы сидели», 1899), А. Манн («Чарующее слово», 1899; рукопись романса хранится в отд. ГПБ, ф. 1047, № 38) .
Оставив оперную сцену, ещё какое-то время продолжала концертировать и вела педагогическую работу, преподавала в Рижской консерватории.
Похоронена в Риге на Покровском кладбище.
Сын: Алексей Николаевич Черкасский (1904, Россия — 1980, США) — оперный певец, режиссёр оперных спектаклей, работал на радиостанции «Голос Америки». Его дочь Марина Чаркасская-младшая — солистка Американского балета.
Пружанский А. М. о певице: «Обладала легким, ровным (во всех регистрах), удивительным по красоте голосом мягкого, густого тембра, близким к меццо-сопрано с ярким „металлическим“ верхним регистром и безупречной музыкальностью. Её исполнение отличалось кантиленностью, выразительной фразировкой».

## Оперные партии
- 1900 — «Валькирия» Р. Вагнера — Ортлинда
- 1901 — «Свадьба Фигаро» В. А. Моцарта — Графиня (впервые в Мариинском театре)
- 1905 — «Фиделио» Л. Бетховена — Леонора (впервые в Мариинском театре)
- 1907 — «Князь Игорь» А. П. Бородина, 1-е д., 2-я картина. Дирижёр Ф. Блуменфельд — Ярославна (в Париже)
- 1907 — «Руслан и Людмила» М. Глинки, 1-е д. с купюрами, в концертнои исполнении — Людмила (в Париже)
- «Сказание о невидимом граде Китеже и деве Февронии» Н. А. Римского-Корсакова — Феврония (по поводу этого исполнения Н. Черепнин писал: «Такой Февронии, как Черкасская, столь близкой и столь созвучной, как в музыкальном, так и в сценическом отношении самим истокам творчества Римского-Корсакова, — который и сам немало поработал с ней над её ролью, — никогда не было»[2])
- «Князь Игорь» — Ярославна
- «Руслан и Людмила» М. И. Глинки — Горислава
- «Евгений Онегин» П. И. Чайковского — Татьяна
- «Пиковая дама» П. И. Чайковского — Лиза
- 1910 — «Миранда» Н. Казанли — Миранда  (первая исполнительница)
- 1911 — «Летучий голландец» Р. Вагнера — Сента (впервые в Мариинском театре)
- 1912 — «Пан сотник» Г. Казаченко — Настя (впервые в Мариинском театре)
- 1917 — «Каменный гость» А. С. Даргомыжского, ред. и инструментовка Н. Римского-Корсакова — Донна Анна (впервые в Мариинском театре)
- «Фиделио» Л. Бетховена — Леонора
- «Сказки Гофмана» Ж. Оффенбаха — Антония
- «Гугеноты» Дж. Мейербера — Валентина
- «Аида» Дж. Верди — Аида
- «Валькирия» — Брунгильда и Зиглинда
- «Зигфрид» — Брунгильда
- «Гибель богов» Р. Вагнера — Гутруна и Брунгильда
- «Тангейзер» — Елизавета и Венера
- «Тристан и Изольда» — Изольда
- «Лоэнгрин» — Ортруда
- «Русалка» А. Даргомыжского — Наташа
- «Борис Годунов» М. П. Мусоргского — Марина Мнишек
- «Демон» А. Г. Рубинштейна — Тамара
- «Фераморс» А. Г. Рубинштейна — Лалла Рук
- «Нерон» А. Г. Рубинштейна — Криза
- «Снегурочка» Н. А. Римского-Корсакова — Купава
- «Псковитянка» Н. А. Римского-Корсакова — Ольга Токмакова
- «Черевички» П. И. Чайковского — Оксана
- «Вольный стрелок» К. М. Вебера — Агата
- «Дон Жуан» В. А. Моцарта — Донна Эльвира